# Clamecy (Nièvre)
Clamecy é uma comuna francesa na região administrativa de Borgonha-Franco-Condado, perto de Paris no departamento Nièvre. Estende-se por uma área de 134 km². Em 2010 a comuna tinha 3 845 habitantes (densidade: 127,4 hab./km²).

## Política
Clamecy é uma cidade que vota para esquerda[carece de fontes?].
Na Eleições presidenciais francesas de 2007, Nicolas Sarkozy atingiu os 39,39%, Segolene Royal  os 60,61%.
Na Eleições para prefeitura, o partido da esquerda não-communista atingiu os 37,65%; a lista communista atingiu os 37,5%, a lista communista para a revolução atingiu 15% e a lista da direita teve 9,85%.

## Personalidades
- Romain Rolland (1866-1944), prémio Nobel da Literatura de 1915